# Аксёнов, Иван Александрович
Ива́н Алекса́ндрович Аксёнов (18 [30] ноября 1884, Путивль — 3 сентября 1935, Москва) — русский и советский поэт, художественный и литературный критик, литературовед, переводчик.

## Биография
Из потомственных дворян Курской губернии. Отец военный. Окончил Киевский кадетский корпус, затем — Николаевское военно-инженерное училище в Петербурге (1905).
Служил в инженерных войсках в Киеве (1906—1908).
Поддержал солдатский бунт сапёрного батальона (1908 год), после чего Аксёнов был осуждён, провёл месяц в тюрьме и отправлен служить в Берёзовку (Сибирь, Тобольская губерния). В ссылке Аксёнов занимался литературой, публиковал стихи и рецензии.
По возвращении в Киев (ноябрь 1909 года) сблизился с литературно-художественными кругами и посещавшими город столичными литераторами.
Был шафером на свадьбе Н. С. Гумилёва и А. А. Ахматовой (25 апреля [8 мая] 1910).
Во время Первой мировой войны служил в действующей армии. Накануне Февральской революции служил в инженерном управлении Румынского фронта. Осенью 1917 был арестован румынскими властями. Провёл четыре месяца в тюрьме, подвергался пыткам. Освобождён после Октябрьской революции в обмен на румынских офицеров.
Занимал высокие посты в Красной армии; председатель ВЧК по борьбе с дезертирством.
В 1918 году вошёл в состав Совета Литературного отдела Наркомпроса.
С начала 1920-х — ближайший сподвижник Вс. Э. Мейерхольда, первый ректор Высших Театральных мастерских (ГВЫТМ—ГВЫРМ, 1922—1923 гг.); один из авторов (вместе с Мейерхольдом и В. Бебутовым) знаменитой таблицы «Амплуа актёра» (1922), переводчик «Великодушного рогоносца» (23 апреля 1922) по пьесе Ф. Кроммелинка.
Автор первого биографического очерка о С. М. Эйзенштейне. Сам режиссёр упоминает Аксёнова в своей теоретической книге «Монтаж», где вспоминает, что Иван Александрович отрицательно относился к актрисе Марии Ермоловой и, в частности, к её портрету кисти Валентина Серова: «Ничего особенного. Всегда играла животом вперёд. Так животом вперёд и стоит на портрете Серова».
Был женат на поэтессе и переводчице, участнице группы «ничевоков», Сусанне Мар (1901—1965).

## Литературная деятельность
Под влиянием Лотреамона, других французских поэтов и французских художников увлёкся радикальным новаторством и пропагандировал его в статьях «Врубель, Врубель и без конца Врубель» (1912), «К вопросу о современном состоянии русской живописи» (1913).
Участвовал в диспутах о новом искусстве вместе с Д. Д. Бурлюком, В. В. Маяковским, А. В. Лентуловым и др.
В 1915 стал идеологом «западнической» ориентации в московской футуристической группе «Центрифуга». Под маркой «Центрифуги» выпустил сборник стихов «Неуважительные отношения», иллюстрированный офортами А. А. Экстер (1916).
В начале 1917 издал книгу «Пикассо и окрестности», в которой изложил свои эстетические взгляды. Это первая в мире монография о Пикассо.
На сюжет «Медеи» Еврипида написал стихотворную драму «Коринфяне» (1918).
После революции входил в литературную группу конструктивистов. Опубликовал сборник стихов «Серенада» (1920). Подготовил к изданию сборник «Эйфелия. Тридцать од» (оформление Л. Поповой, 1922, не издан.)
С конца 1920-х занимался преимущественно шекспироведением. Независимо от Ф. де Соссюра открыл принцип анаграмм в поэзии.
Выпустил под названием «Елисаветинцы» книгу переводов пьес Дж. Форда, Дж. Вебстера, С. Тёрнера с дополнением «трагической истории» Ф. де Россе (1916). Подготовил к изданию «Драматические произведения» Бена Джонсона (1931—1933) и второй том переводов английских драматургов «Елизаветинцы» (Бен Джонсон, Томас Хейвуд, Джон Флетчер, Томас Деккер, 1938).

## Сочинения
(по году публикации)
- Аксенов И. А. Врубель, Врубель и без конца Врубель // Киевская неделя. — 1912.
- Аксёнов И. А. К вопросу о современном состоянии русской живописи // Сборник статей по искусству. — 1913.
- Аксёнов И. А. Неуважительные основания: Стихи. [ Два офорта А. А. Экстер ] — М.: Центрифуга, 1916. — 2, 46, 1 с., 2 л. ил.
- Аксёнов И. А. Елисаветинцы [: Сб. переводов: Джон Форд, «Как жаль её развратницей назвать»; Джон Вебстер, «Белый дьявол»; Карель Тёрнер, «Трагедия атеиста»; Envoi: «Новелла Россэ» ]. — Вып.1 . — М.: Центрифуга, 1916. — 299 с.
- Аксёнов И. А. Пикассо и окрестности: С 12 меццотинтогравюрами с картин мастера. — М.: Центрифуга, 1917. — 62 с., 12 л. илл.
- Аксёнов И. А. Коринфяне: Трагедия. [ Фронтиспис А. М. Родченко ]  — М.: Центрифуга, 1918. — XIV, 66 с., 6 с. объявл.
- Аксёнов И. А. Эйфелеи. — [ Пг.], [1918]. — 30 л.
- Аксёнов И. А. Серенада: Стихи [ Линогравюры Г. А. Ечеистова ]. — [ М. ]: Мастарчув, 1920. — 8 с., 1 л. ил.
- Аксёнов И. А. Ода Выборгскому району [ Оформление Г. А. Ечеистова ]. — М.: Мастарчув, 1920; — републикация: Ечеистова М. А., Нехотин В.В. И. А. Аксёнов: Ода Выборгскому району // Скрещения судеб: Literarische und kulturelle Beziehungen zwischen Russland und dem Westen. A Festschrift for Fedor В. Poljakov / Ed. by L. Fleishman et al. — [Berlin etc.:] Peter Lang, 2019. — S. 329—337 (= Stanford Slavic Studies. Vol. 49).
- Аксёнов И. А. Темп вальса; Довольно быстро  // Булань : [Сб. стихотворений] / И. А. Аксенов, Н. Асеев, С. Буданцев, Р. Ивнев, А. Кусиков, Б. Лившиц, Б. Пастернак, Г. Петников, В. Хлебников. — М. : Б. и. [ Типо-лит. Т-ва И. Н. Кушнерев и К° ], 1920. — 30 с. — С.3-4; 5-6.
- Аксёнов И. А. К ликвидации футуризма // Печать и революция. — 1921. — № 3 (ноябрь—декабрь)
- Аксёнов И. А., Мейерхольд Вс. Э., Бебутов В. М. Амплуа актёра. — М.: ГВЫРМ, 1922.
- Аксёнов И. А. Театр в дороге // О театре[англ.] [: сборник / И. Аксёнов, Б. Арватов, Э. Бескин, В. Блюм, О. Блюм, А. Ган, М. Загорский, В. Раппопорт, Л. Сабанеев, В. Тихонович,  Б. Фердинандов ]. — Тверь: 2-я гостипография, 1922. — 152 с. — С. 81-87.
- Аксёнов И. А. От переводчика [ «Великодушного рогоносца», 1922 ] / Публ. О. Фельдмана // Театр. — 1997. — № 6. — С.172-173. — То же в: Мейерхольдовский сб. Вып.2: Мейерхольд и другие / Ред.-сост. О. М. Фельдман. — М.: Объединённое гуманитарное издательство, 2000. — ISBN 5900241203
- Аксёнов И. А. Валерию Брюсову [: «Стихотворение, прочитанное в Большом Академическом театре» ] // Валерию Брюсову. Сборник, посвященный 50-тилетию со дня рождения поэта / Под ред. П. С. Когана. — М., 1924. — 94 c. — С.66-67.
- Аксёнов И. Почти всё о Маяковском // Новая Россия. — 1926. — № 3. — С.83 — 88.
- [ Аксёнов И. А.: перевод ] Кроммелинк Ф. Великодушный рогоносец. — М.; Л.: Гиз, 1926. — 126 с.
- Аксёнов И. А. «Гамлет» и другие опыты, в содействие отечественной шекспирологии, в которых говорится о медвежьих травлях, о пиратских изданиях, о родовой мести, о счётных книгах мистера Генсло, о несостоятельности формального анализа, о золотой инфляции в царствование королевы Елисаветы, о тематическом анализе временной композиции, о переодевании пьес, о немецком романтизме, об огораживании земельной собственности, о жизни и смерти английского народного театра, о классовой сущности догмата о божественном предопределении, а также о многих иных любопытных и назидательных вещах. — М.: Федерация, 1930. — 217 с.
- Аксёнов И. А. Бен Джонсон: Жизнь и творчество; Б. Джонсон, «Сеян» [: трагедия в 5-и действ. / перевод ] // Джонсон, Бен. Драматические произведения: В 2 т. / Ред., вступит. ст. и примечания И. А. Аксёнова, предисловие И. И. Анисимова. — Т. 1. — М.; Л.: Academia, 1931. — С.21—110; 111—300.
- Аксёнов И. Шекспир [ 1932 ] // БСЭ. —  Т. 62. — М., 1933.
- Аксёнов И. Трагедия о Гамлете, принце датском, и как она была сыграна актёрами Театра имени Вахтангова // Советский театр. — 1932. — № 9. — С.21.
- Аксёнов И. А. Бен Джонсон в борьбе за театр; Б. Джонсон, «Вольпона» [ / перевод] // Джонсон, Бен. Драматические произведения: В 2 т. [: «Вольпона»; «Каждый по-своему» / пер. П. Соколовой; «Склад новостей» / пер. Т. Левита ]. — Т. 2. — М.; Л.: Academia, 1933. — 696 с.
- Аксёнов И. А. Шекспир [: статьи]. — Ч. 1. — М.: Гослитиздат, 1937. — 363 с.
- Аксёнов И. А. Елизаветинцы: Статьи и переводы: [ «Бен Джонсон: Жизнь и творчество» 1931; «Бен Джонсон в борьбе за театр» 1933; «Томас Хейвуд и Томас Деккер» 1932; «Джон Флетчер»; Т. Хейвуд, «Красотка с Запада»; Т. Деккер, «Добродетельная шлюха»: Ч. 1, 2; Д. Флетчер, «Укрощение укротителя» ]. — М.: Художественная литература, 1938. — 719 с.
- [ Аксёнов И. А.: перевод ] Россе Ф. де. Из «Трагических историй»: История V: О трагической любви брата и сестры и о несчастной и печальной их кончине // Новые забавы и весёлые разговоры. Французская новелла эпохи Возрождения / Сост., вступ. ст. и коммент. А. Михайлова. — М.: Правда, 1990. — ISBN 5-253-00012-7
- Аксёнов И. А. Сергей Эйзенштейн. Портрет художника / Общ. ред., послеслов. и коммент. Н. И. Клеймана. — М.: Киноцентр, 1991. — 128 c. — рецензия
- Аксёнов И. Основы кинодраматургии: Лекции в Сценарной мастерской «Межрабпомфильма», 1931 г. // Киноведческие записки. — 2000. — № 44. — C.321—356.
- Аксёнов И. А. Из творческого наследия: В 2 т. [: Том 1: Письма, изобразительное искусство, театр; Том 2: История литературы, теория, критика, поэзия, проза, переводы, воспоминания современников ] / Составитель Н. Адаскина. — М.: RA, 2008. — 638+460 c. — (Архив русского авангарда) — ISBN 5902801044
- Иван Аксенов: одописец Эйфелевой башни. Полное собрание стихотворений / сост., вступ. ст. и коммент. А. Фарсетти; науч. ред. А. А. Россомахин. – СПб.: Изд-во Европейского университета в Санкт-Петербурге, 2022.

## Исследования
- Гельперин Ю. М. Аксёнов Иван Александрович // Русские писатели 1800—1917. Биографический словарь / П. А. Николаев (гл. ред.). — М.: Сов. энциклопедия, 1989. — Т. 1: А—Г. — С. 41.
- Фельдман О. И. Аксёнов о форме и смысле «Великодушного рогоносца» // Театр. — 1997. — № 6. — С. 172—174. — То же в: Мейерхольдовский сб. Вып. 2: Мейерхольд и другие / Ред.-сост. О. М. Фельдман. — М.: ОГИ, 2000. — ISBN 5900241203
- Елисеев Н. Досуги библиографа: Кто такой А.? : Эссе об эссеисте // Постскриптум: Литературный журнал. — 1997. — № 3 (8). — С. 281—295. —  ISBN 590102706X.
- Адаскина Н. Л. Аксёнов Иван Александрович // Энциклопедия русского авангарда: Изобразительное искусство. Архитектура  / Авторы-составители В. И. Ракитин, А. Д. Сарабьянов; Научный редактор А. Д. Сарабьянов. — М.: RA, Global Expert & Service Team, 2013. — Т. I: Биографии. А—К. — С. 14—15. — ISBN 978-5-902801-10-8.
- Ичин, Корнелия. Конструктивистские принципы поэзии Ивана Аксёнова // 1913. «Слово как таковое»: К юбилейному году русского футуризма. Материалы международной научной конференции (Женева, 10–12 апреля 2013 г.) / Редактор Пётр Казарновский; Составление и научная редакция Жан-Филиппа Жаккара и Анник Морар. — СПб.: Издательство Европейского университета, 2015. — ISBN 978-5-94380-181-5.
- Фарсетти, Алессандро. «Серенада» И. А. Аксёнова: к пониманию текста и контекста // Культурологический журнал. — 2014. — № 4 (18).
- Farsetti A. Una voce parigina nel Futurismo russo: la poesia di Ivan Aksenov. — Firenze: Firenze University Press, 2017. — ISBN 9788864535418.

## Интересные факты
- 4 ноября 1920 года Аксёнов выступал как «гражданский истец» в «Литературном суде над имажинистами»: иронизировал над стихами членов объединения, — особенно доставалось В. Шершеневичу и А. Кусикову. «А судьи кто?» — воскликнул при защите С. Есенин, парируя нападки и припомнив «Горе от ума». — И, показывая пальцем на Аксёнова, у которого была большая рыжая борода, продолжал: «Кто этот гражданский истец? Есть ли у него хорошие стихи? — И громко добавил: — Ничего не сделал в поэзии этот тип, утонувший в своей рыжей бороде». Этот есенинский образ понравился публике. К вечеру Аксёнов сбрил бороду. (Вскоре, в « Литературном суде над современной поэзией» (16 ноября 1920) Аксёнов выступал экспертом совместно с С. Есениным, а на вечере «Современной поэзии» (23 ноября 1920) представлял группу футуристов совместно с В. Маяковским и С. Буданцевым.)
- В воспоминаниях о Мейерхольде «Учитель» (1946) С.Эйзенштейн воссоздал впечатления эпохи репетиций «Великодушного рогоносца» (1922):

Голубое распятие опрокинуто под лакированный треугольник „бехштейна“.
Цвет. Фактура чёрного лака. Стекло. Тем не менее это не контр-рельеф. Это Мейерхольд раскинулся в прозодежде на ковре под роялем. В руках рюмка. Хитрый прищур глаза сквозь стекло. 1922 год. Слева толстые ноги Зинаиды, туго обтянутые шёлком чёрного платья. Нэп. В ногах у мастера — я. „Театральный Октябрь“ на стадии „Рогоносца“.
На моих ногах — калачиком — Аксёнов. Спит.
Стадия Аксенова — безбородость. Рыжая борода лопатой, развевавшаяся агрессивным стягом из-под контура древнего шлема будённовца, снята. Женат на конструктивистке Поповой. Авторе той нелепой смеси галифе и клёша голубого цвета, которую все почтительно именуют „прозодежда“.
Непривычен абрис головы Аксёнова без бороды. Лицо асимметрично. Воспалённые круги глаз, когда открыты. Сейчас закрыты. И кажется, что рыжеватые остатки пуха растут прямо из костной основы лица, лишённого других покровов.
(…) Можно в тончайших подробностях восстановить в памяти, как блистательно разбирал Аксёнов „Венецианского купца“, как говорил о „Варфоломеевской ярмарке“ и о тройной интриге елизаветинцев.

Что говорил Мейерхольд — не запомнить 
- В книге Аксёнова «Шекспир» (М., 1937), в главе «Тройственная композиция трагедии» (с. 310—311), указывает Н. И. Клейман, Эйзенштейн отчеркнул абзац, очевидно напомнивший ему лекции театроведа в ГВЫРМе:

«В своих настоящих трагедиях, серия которых откроется „Гамлетом“, Шекспир неизменно излагает действие в противопоставлении трёх героев. Один безраздельно исповедует ложный принцип (старый, феодальный или устарелый — аморалистический); другой старается овладеть средствами преодолеть веления старого мира; и третий всецело стоит на почве нового сознания. Главным образом трагедии, носителем её конфликта является, конечно, средний герой. Его внутренняя победа над собственным противоречием сознания и развязывает трагедию, превращая, скажем, Гамлета, одолевшего в себе Лаэрта, в Фортинбраса, поднимая Макбета до Макдуфа и Отелло до Дездемоны».